# ジャン＝ルイ・シェレル
ジャン＝ルイ・シェレル（Jean-Louis Scherrer、 1935年2月19日 - 2013年6月20日）は、フランス出身のファッションデザイナーで、ファッションブランド「ジャンルイシェレル」の創業者。
パリの「エコール・スーペリユール・デ・ザール・アプリケ・デュプレ」でファッションデザインを学び、1962年に「ジャンルイシェレル」を設立。同ブランドのデザインを1992年に至るまで手掛けた。

## 来歴
「イブ・サンローラン」のデザイナーとして活動していた時期にあたる1955年、「クリスチャン・ディオール」との仕事を開始。1961年、ディオール社の経営者が亡くなった後、ディオール社がサンローランに買収されると同時に、ルイ・フェロー社が経営するシャルル・ジョルダンに移り仕事をする。
1962年に自身のファッションブランド「ジャンルイシェレル」を設立。最初のコレクションはワインディーラーのアーチ状の地下室を舞台に発表した。デザインは古典的で抑制されたもので、当時は洗練されたイブニングドレスとして一般的によく知られていた。のちにも社交界にも名の知れたクチュリエであった。
1960年代にはネール襟で若干のジャケットにデザインしたものが話題になり大流行。1970年代の顧客には裕福な中東のアラブ人の婦人なども多く、ほかにも著名男爵夫人フォン・ティッセン、ソフィア・ローレン、フランソワーズ・サガンなどの名前があった。
1971年から20年間にわたり、特色的なシャープで美しいラインの婦人服を作り続けた。またパリを代表するオートクチュールデザイナーでもあった。愛娘のレテシアをミューズとしてパリコレクションに出演させてもいた。
1992年に日本の西武百貨店にジャンルイシェレル社が買収され、同ブランドのデザイナーを退任、引退するに至った。
2013年、10ヶ月にわたる入院生活の末、6月20日に死去。78歳であった。

## ブランドのその後
買収後、短期間ばかりエリク・モーテンセン、バーナード・ペリーという2名のデザイナーが就任したものの、2001年に西武百貨店はJ・ファットとエマニュエル・カーンのブランドを管理する、フランスの「ラグジュアリー」グループにシェレル社を売却した。この「ラグジュアリー」グループの御曹司にあたる人物が、現在日本のフリーアナウンサーである中村江里子と結婚したことも話題となった。後のパリコレクションには中村江里子が数回出演している。
2001年、新所有者にあたるレバノン人実業家がベリという名のインドのデザイナーをブランドデザイナーに任命したが、2002年後半頃にベリはシェレル社を退職。これについて理由は明白になっていない。
2003年、ステファン・ローランがデザイナーに就任。彼は1997年からシェレルのオートクチュールデザイナーの1人としてブランドに加っていた。
最後の店舗（パリ8区モンテーニュ大通り店）を2009年に閉店して以後、経営難で活動停止状態にあったものの、2014年、同パリ8区にブティックを開店し、プレタポルテで再始動するに至った。2017年現在、パリ3区、ル・マレの端にあるテュレンヌ通り108番地にブティックがある。

## 香水
- 1979年 Jean-Louis Scherrer Parfum (Women)
- 1983年 Scherrer (Women)
- 1986年 Scherrer 2 (Women)
- 1989年 Evere (Women)
- 1994年 Nuits Indiennes (Women)
- 2002年 Immense pour Femme(Women)
- 2002年 Immense pour Homme(Momen)